# Хагенбах

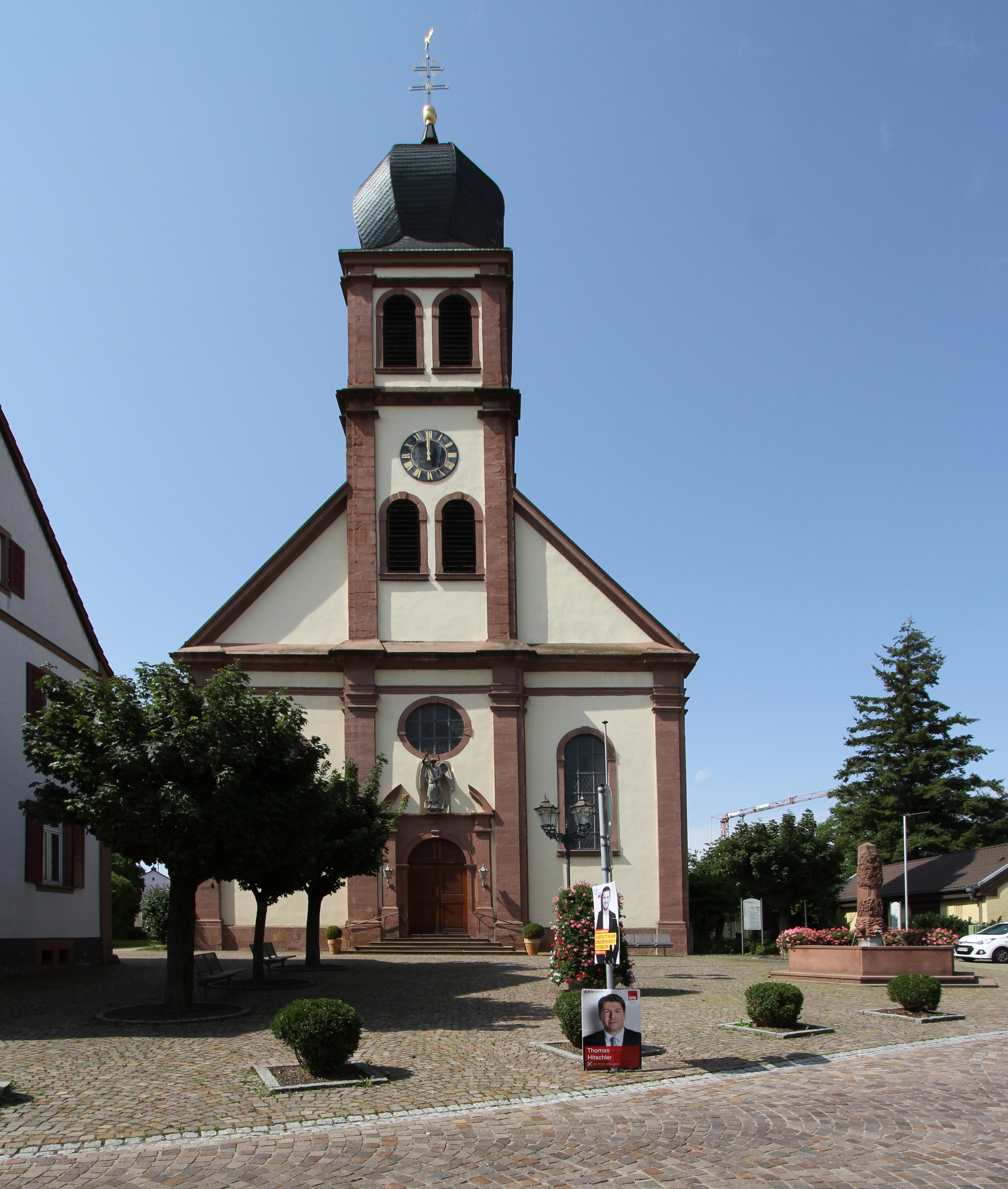

Хагенбах (нем. Hagenbach) — город в Германии, в земле Рейнланд-Пфальц.
Входит в состав района Гермерсхайм. Подчиняется управлению Хагенбах. Население составляет 5362 человека (на 31 декабря 2010 года). Занимает площадь 15,85 км². Официальный код — 07 3 34 008.